# Дамхурц (река)

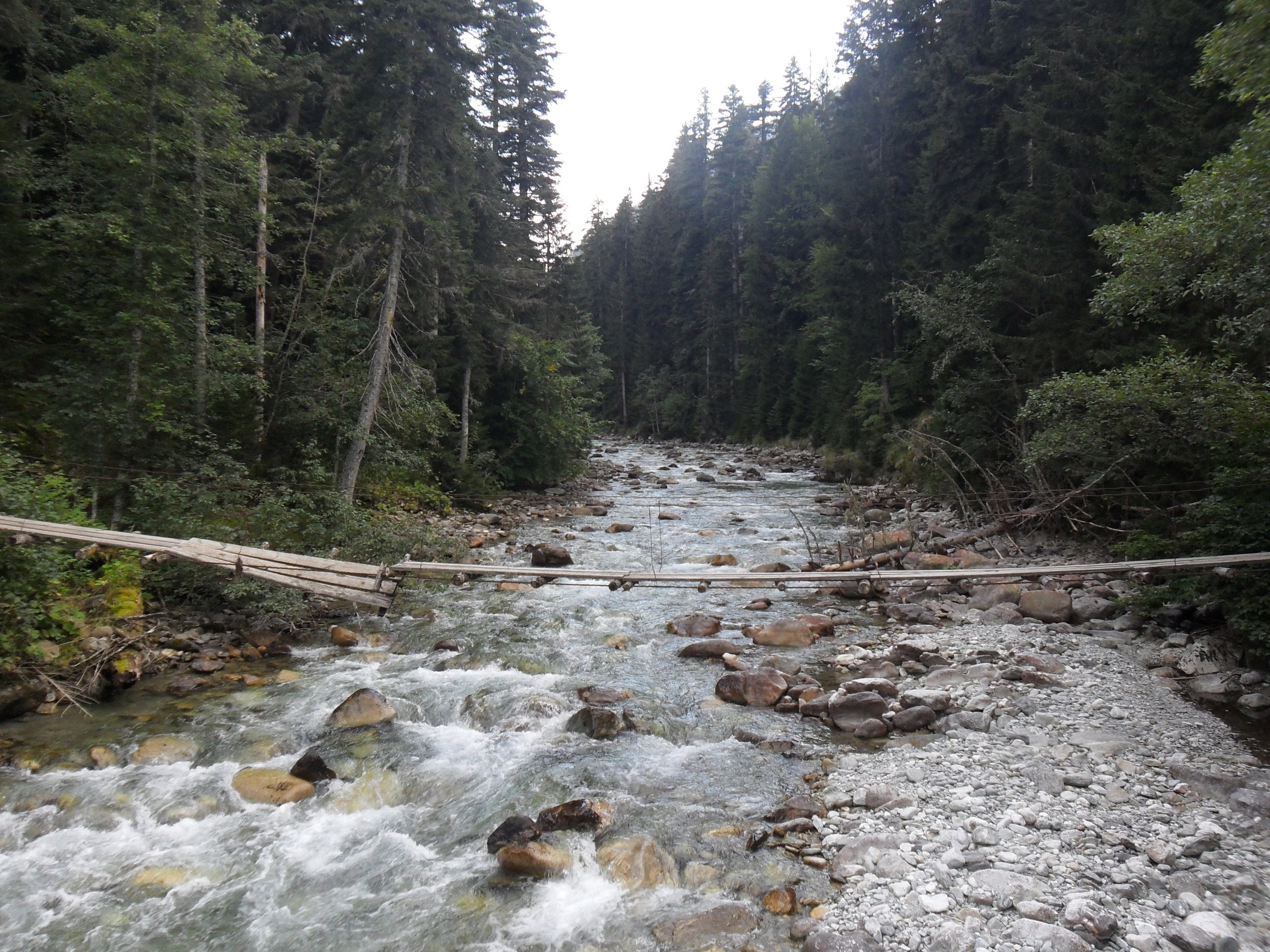
Низовья реки Дамхурц

Дамхурц (абаз. Дамхвырцӏа) — река в Карачаево-Черкесии, левый приток Большой Лабы. Длина — 22 км. Площадь водосборного бассейна — 110 км².

## География
Долина реки представляет собой ущелье поросшее хвойным лесом, который был предметом лесозаготовок. Правый боковой хребет с вершиной Мамхурц (2408 м) образует крутую стену, без удобных перевалов. Левый Озерный хребет разделяет бассейны рек Дамхурц и Цахвоа, он изрезан глубокими долинам с руслами основных притоков реки Дамхурц, в их числе — Большая и Малая Аджара, Светлая. На реке Большая Аджара находится красивый трехступенчатый водопад. У впадения Дамхурца в Большую Лабу находятся два туристических лагеря.
По долине реки проходит граница Кавказского заповедника — от истока реки Дамхурц по её левому берегу до впадения в реку Дамхурц её девятого левобережного притока и далее вверх по притоку.

## Этимология
Топоним «Дамхурц», по мнению коллектива авторов Шагирова А. К., Темировой Р. Х. и Шишкановой А. В., а также Ионовой С. Х., происходит от абаз. Дамхвырцӏа, где абаз. Дам/Там — антропоним абазин (ранее субэтнос абазин «тамы» жили по долине Большой Лабы). Встречается также мужское абазинское имя собственное «Дамхырдза», что ставит его рядом с женским именем «Мамхвырдза» — реке Мамхурц, протекающей в соседней долине. абаз. хва — «вершина», -р — аффикс посессива «их» и абаз. цӏа — острие, пик; то есть расшифруется как «вершина их (Дама) пика». Ковешников В. Н. и Бондарев Н. Д. считают, что топоним переводится как «Тамовых пастбище».

## Перевал Дамхурц
Из долины реки Дамхурц можно попасть в долину реки Лашипсе через некатегорийный перевал Дамхурц, который расположен в Главном Кавказском хребте на высоте 2500 метров. Через перевал ведет тропа.